# Discinaceae
Discinaceae is een familie van de Pezizomycetes, behorend tot de orde van Pezizales. Het typegeslacht is Discina.

## Taxonomie
De familie Discinaceae bestaat uit de volgende geslachten:
- Discina
- Gymnohydnotrya
- Gyromitra
- Hydnotrya
- Pseudorhizina